# Stockholm International Peace Research Institute

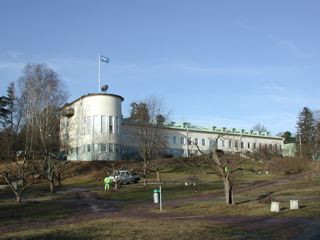
Sediul SIPRI din Solna, Stockholm

Stockholm International Peace Research Institute (în română Institutul Internațional pentru Cercetări de Pace din Stockholm), abreviat SIPRI, este un institut internațional independent dedicat cercetărilor privitoare la conflicte, armamente, controlul armamentelor și dezarmare. Fondat în 1966 pentru a comemora 150 de ani de pace neîntreruptă în Suedia, SIPRI furnizează date, analize și recomandări, bazate pe surse deschise, pentru politicieni, cercetători, mass-media și publicul interesat.